# 山形大橋
山形大橋（やまがたおおはし）は、山形県山形市に架かる橋。

## 概要
国道13号山形バイパス内に位置し、山形市小白川町と双月町を結ぶ。北側にある盃山（標高256メートル）を避けるために、川の流れに対して30度ほどの鋭角に設計された。1968年に片側一車線で架橋され、1978年に拡張され片側2車線となった。名称は山形市が公募し、532通の応募の中から38人が提案したものが採用された。
山形大橋開通の5年後である1973年には、下流側に山形大橋に寄り添うように歩道橋である馬見ケ崎歩道橋が開通した。